# Campeonato de la Ciudad de Porto Alegre
El Campeonato de fútbol de Porto Alegre fue realizado a partir de 1910. Se realizó con la fundación de la Federación Riograndense de Deportes en 1918, funcionaba como clasificatoria para el Campeonato Gaucho; al año siguiente, el campeón de la ciudad pasó a representar a la capital en el torneo. La competición pasó a ser llamada Campeonato Metropolitano. Con la unificación del Campeonato Gaúcho, en 1961, el torneo dejó de ser oficial. Fue disputado posteriormente como competición amistosa, siendo el último torneo en 1972.

## Palmarés
- Liga Porto Alegrense de Foot Ball (LPAF):
  - 1910- Militar Foot Ball Club
  - 1911- Gremio FBPA
  - 1912- Gremio FBPA
  - 1913- Sport Club Internacional
  - 1914- Sport Club Internacional
  - 1915- Sport Club Internacional

- Associação de Foot Ball Porto Alegrense (AFPA)
  - 1914- Gremio FBPA
  - 1915- Gremio FBPA

- Federação Sportiva Rio Grandense
  - 1916- Sport Club Internacional
  - 1917- Sport Club Internacional
  - 1918- Esporte Clube Cruzeiro (Rio Grande do Sul)

- Associação Porto Alegrense de Desportos (APAD)
  - 1919- Gremio FBPA
  - 1920- Sport Club Internacional[1]
  - 1921- Esporte Clube Cruzeiro (Rio Grande do Sul)
  - 1922- Sport Club Internacional
  - 1923- No terminó[2]
  - 1924- Sport Club Americano (Porto Alegre) ￼
  - 1925- Gremio FBPA
  - 1926- Gremio FBPA
  - 1927- Sport Club Internacional
  - 1928- Sport Club Americano (Porto Alegre) ￼
  - 1929- Esporte Clube Cruzeiro (Rio Grande do Sul)

- Associação Porto Alegrense de Foot-Ball (APAF)
  - 1921- Gremio FBPA
  - 1922- Gremio FBPA

- Associação Metropolitana Gaúcha de Esportes Athleticos (AMGEA)
  - 1929- Sport Club Americano (Porto Alegre) ￼
  - 1930- Gremio FBPA
  - 1931- Gremio FBPA
  - 1932- Gremio FBPA
  - 1933- Gremio FBPA
  - 1934- Sport Club Internacional
  - 1935- Gremio FBPA
  - 1936- Sport Club Internacional
  - 1937- Esporte Clube Novo Hamburgo y Gremio FBPA[3]
  - 1938- Gremio Esportivo Renner e Gremio FBPA[3]
  - 1939- Gremio FBPA
  - 1940- Sport Club Internacional

- Federação Rio-Grandense de Desportos (FRGD)
  - 1941- Sport Club Internacional
  - 1942- Sport Club Internacional
  - 1943- Sport Club Internacional
  - 1944- Sport Club Internacional
  - 1945- Sport Club Internacional
  - 1946- Gremio FBPA
  - 1947- Sport Club Internacional
  - 1948- Sport Club Internacional
  - 1949- Gremio FBPA
  - 1950- Sport Club Internacional
  - 1951- Sport Club Internacional
  - 1952- Sport Club Internacional
  - 1953- Sport Club Internacional
  - 1954- Gremio Esportivo Renner
  - 1955- Sport Club Internacional
  - 1956- Gremio FBPA
  - 1957- Gremio FBPA
  - 1958- Gremio FBPA
  - 1959- Gremio FBPA
  - 1960- Gremio FBPA
  - 1964- Gremio FBPA
  - 1965- Gremio FBPA

## Comentarios
1. ↑  El Grêmio, que lideraba el campeonato, abandonó la liga faltando dos rondas. Internacional ganó el campeonato, más la FRGD desafilió a la APAD, que declaró a Grêmio representante de la ciudad en el campeonato estadual.
2. ↑   Iniciados los campeonatos da APAF y APAD, las dos entidades deciden unirse. Cada campeonato pasó a ser considerado un grupo de un mismo campeonato, por lo cual los ganadores del grupo decidirían el título. Grêmio de Porto Alegre ganó sus grupos, más la final jamás fue realizada.
3. 1 2   La AMGEA se dividió en AMGEA Cebedense (amateur) y AMGEA Especializada (profissional). En 1939 las dos entidades fundarían la única AMGEA.

- Datos: Q3653823